# John Ogilby

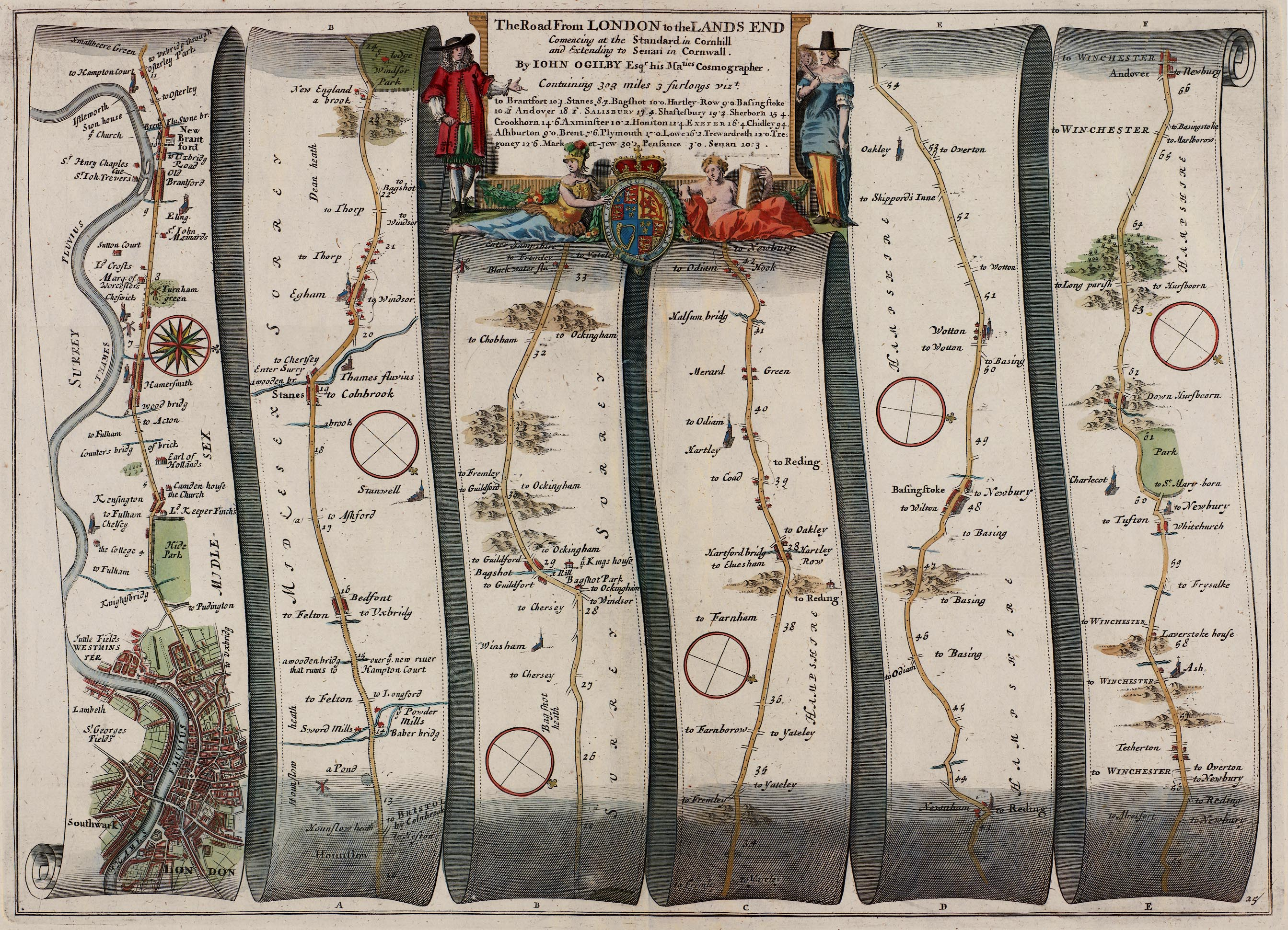
Karte The Road From LONDON to the LANDS END aus dem 1675 erschienenen Straßenatlas Britannia. Bei seinen „strip maps“ projiziert Ogilby die einzelne Straße mitsamt allen Wegmarken auf einen imaginären Papierstreifen und erzählt damit gleichsam den Reiseverlauf zwischen Anfangs- und Endpunkt für den Betrachter nach.

John Ogilby (* November 1600 in oder bei Edinburgh; † 4. September 1676 in London) war ein schottischer Tänzer, Tanzmeister, Impresario, Übersetzer klassischer Epen und Fabeln, Dichter, Buchhändler, Verleger, sowie königlicher Zeremonienmeister, Buchdrucker und Kosmograph.
Ogilbys frühe Karriere als Tänzer endete bereits 1621, als er einen Unfall erlitt und von diesem Zeitpunkt an auf einem Bein lahm war. Danach kam Ogilby nach Irland, wo ihn der englische Statthalter Thomas Wentworth als Tanzmeister und Schreiber engagierte. Er gründete mit dem Werburgh Street Theatre Dublins erstes Theater und war von 1638 an als Master of the Revels für die Vergabe von Lizenzen für Masques und Theateraufführungen in Irland zuständig.
Nach Ausbruch des Bürgerkriegs in England 1641 wurde sein Gönner Wentworth auf dem Schafott hingerichtet und das Schauspielhaus in Dublin geschlossen. Daraufhin kehrte Ogilby nach England zurück, lernte Latein und Griechisch und übersetzte Vergil, Äsop und Homer ins Englische. Mit den Aesopicks, einer auf den Fabeln Äsops basierenden und durch eigene Geschichten erweiterten satirischen Verserzählung, kritisierte Ogilby die politischen und gesellschaftlichen Zustände in England.
Seine Werke ließ Ogilby von Künstlern wie Wenzel Hollar oder Francis Cleyn illustrieren. Durch ästhetisch aufwendig gestaltete Ausgaben erwarb er sich ein Renommee, das ihm unter anderem den Auftrag verschaffte, den Krönungsfestzug Karls II. durch die Londoner City im Jahr 1661 in einem Prachtband zu dokumentieren (The Entertainment of … Charles II). Als Verleger gehörte Ogilby zu den Pionieren der Subskription im englischen Verlagsgeschäft des 17. Jahrhunderts.
Im Jahr 1671 gründete Ogilby eine eigene Druckerei und konzentrierte sich auf die Herausgabe geographischer Werke. Am bekanntesten wurde der 1675 veröffentlichte Atlas Britannia. Mit seiner spezifischen Art der Darstellung bestimmte Ogilbys Britannia Straßenpläne bis weit ins 18. Jahrhundert und gilt heute als Meilenstein in der Entwicklung von Straßenatlanten.

## Leben und Werk

### Herkunft und Jugend

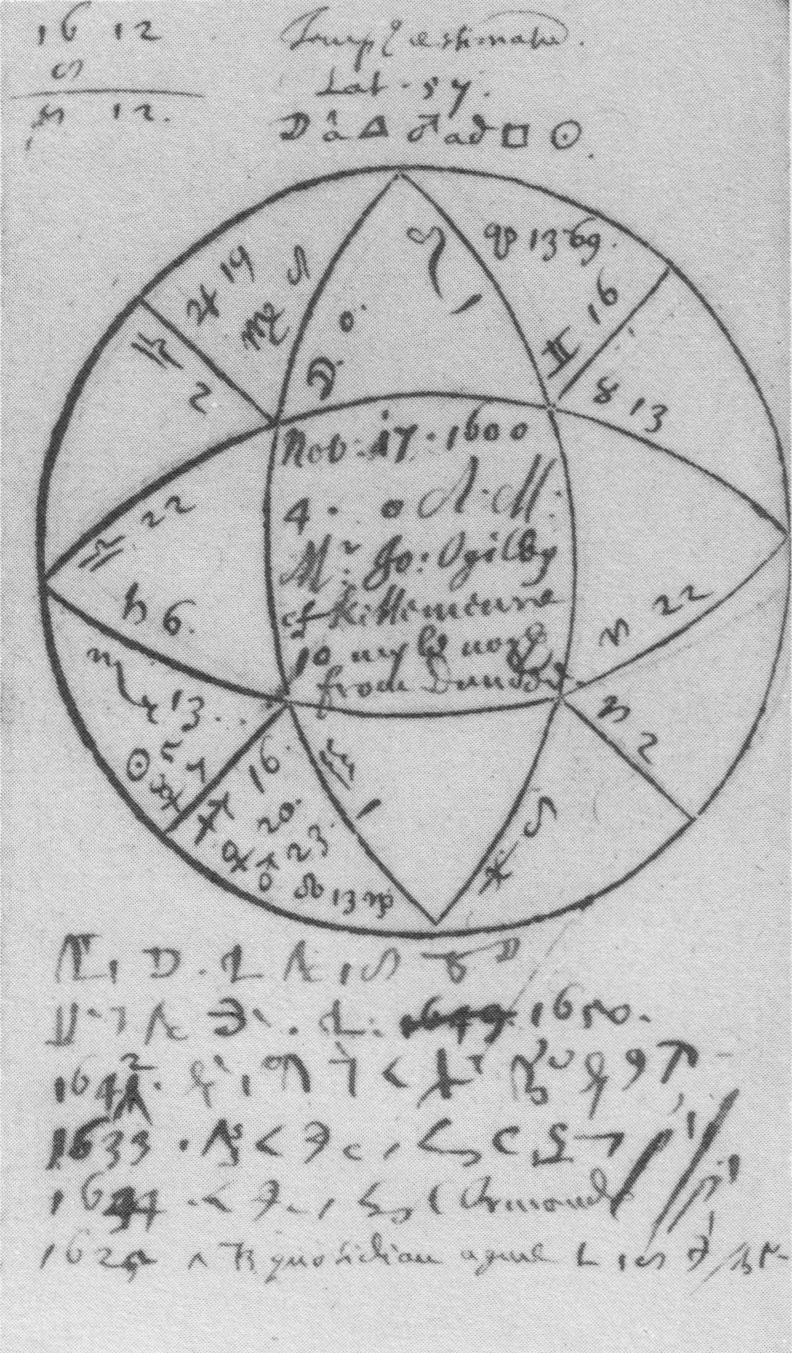
Ogilbys Horoskop, erstellt von Elias Ashmole.

Auf seinen Geburtsort angesprochen, gab Ogilby in späteren Jahren an, er wolle ihn nicht offenlegen, damit – wie im Falle Homers – mehrere Orte das Recht für sich beanspruchen könnten, ihn ihren Sohn zu nennen. Allgemein wird angenommen, dass Ogilby in oder nahe bei Edinburgh geboren wurde. Allerdings weisen die Taufregister von Edinburgh laut Katherine Van Eerde, der maßgeblichen Biographin Ogilbys, für die Jahre um 1600 keinen Ogilby aus.
Ein von Ogilbys Freund Elias Ashmole erstelltes Horoskop (Abbildung) enthält in der Mitte die Angabe
Nov. 17, 1600, 4 A.M. Mr. Jo. Ogilby of Kellemeane, 10 myles north from Dundee
Folgt man Ashmole, so wurde Ogilby also in einem Ort namens ‚Kellemeane‘ zehn Meilen nördlich von Dundee geboren. Während Ogilbys Biographin Van Eerde diesen Ort nicht identifizieren konnte, nimmt Margret Schuchard an, dass es sich dabei um den kleinen Ort Kirriemuir handelt.
Ogilby hat nur wenige Jahre seiner Jugend in Schottland verbracht. Van Eerde vermutet, dass die Familie bald, nachdem Jakob VI. von Schottland 1603 als Jakob I. den englischen Thron bestiegen hatte, nach London übergesiedelt ist. Im Jahr 1606 erwarb Ogilbys Vater das Londoner Bürgerrecht und gleichzeitig die Mitgliedschaft in der im 14. Jahrhundert gegründeten Merchant Taylors’ Company, eine der Livery Companies der City of London. Laut John Aubreys Kurzbiographie in seinem Werk Brief Lives verschwendete Ogilbys Vater sein Vermögen und wurde 1612 aufgrund seiner Schulden im King’s Bench Prison inhaftiert. Durch einen Lotteriegewinn gelang es dem gerade zwölfjährigen John Ogilby noch im selben Jahr, die Gläubiger seines Vaters auszuzahlen und ihn damit aus dem Schuldgefängnis freizukaufen.

### Tanzmeister

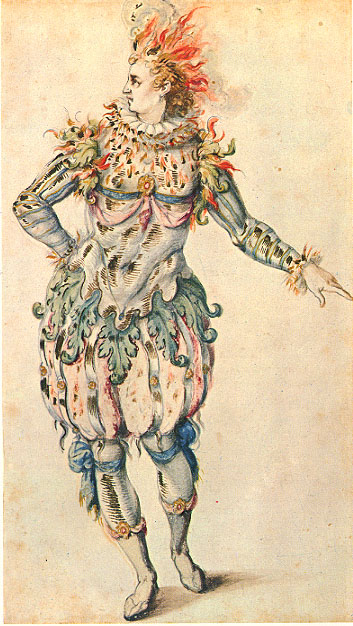
Entwurf eines Kostüms für ein Maskenspiel der Stuartzeit (Inigo Jones, frühes 17. Jahrhundert).

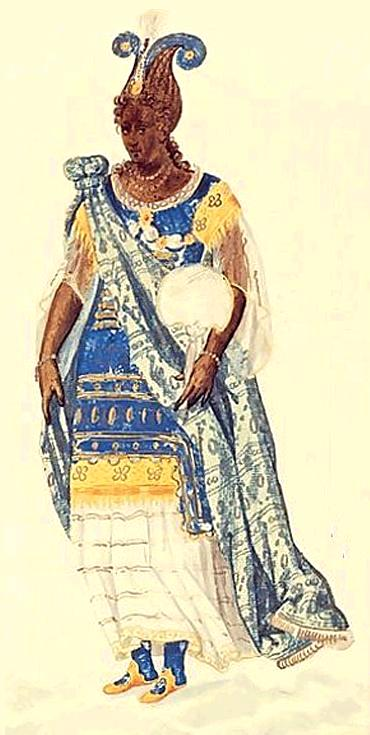
Tochter des Niger – Kostümentwurf von Inigo Jones für The Masque of Blackness

Kurz nach der Freilassung seines Vaters begann Ogilby eine Tanzausbildung bei John Draper in der Londoner Gray’s Inn Lane. Van Eerde vermutet, dass sich Ogilbys Familie auch nach der Freilassung des Vaters in einer finanziell schwierigen Lage befand und der junge Ogilby sich deshalb zu einer Ausbildung als Tanzmeister entschloss.
Es spricht einiges dafür, dass Ogilby beim Tanzen eine ausgesprochene Begabung bewies. Er absolvierte seine Lehrzeit in fünf Jahren und damit in kürzerer Zeit als den vorgeschriebenen sieben. Anschließend gründete er seine eigene Tanzschule. Bald darauf wurde der Herzog von Buckingham auf ihn aufmerksam und engagierte ihn für ein Maskenspiel zu Ehren Jakobs I.
Der Herzog von Buckingham war für die Ausrichtung prunkvoller Maskenspiele bekannt. Den Text für die Aufführung im Jahr 1621 gab Buckingham bei dem Bühnenautor Ben Jonson in Auftrag, den Jakob I. seit Jahren als Maskenspielautor schätzte. Aufgeführt wurde das Stück Die verwandelten Zigeuner (engl. The Gypsies Metamorphosed) auf Buckinghams festlich hergerichtetem Landsitz Burley-on-the-Hill. Buckingham und seine Höflinge schlüpften in die Rolle von Zigeunern, lasen den zuschauenden Mitgliedern des Hofes aus der Hand und sagten schließlich auch dem alternden König eine schmeichelhafte Zukunft voraus. Dieser war begeistert und bat darum, das Stück noch zweimal sehen zu können. Bei einer dieser Aufführungen fand John Ogilbys Tanzkarriere ein jähes Ende. Er zog sich eine Bänder- oder Knorpelverletzung im Knie zu und lahmte für den Rest seines Lebens auf einem Bein.
Auch nach seinem Unfall blieb Ogilby dem Tanzen treu, allerdings in gewandelter Rolle: In den 1620er und 30er Jahren arbeitete er als Tanzlehrer auf dem Gut des Landedelmanns Robert Hopton in Witham, Somerset, und knüpfte weitere Beziehungen zu Personen am Hofe. Vermutlich mit Hilfe dieser Beziehungen erhielt er 1633 eine Anstellung bei Sir Thomas Wentworth. Einen Monat nachdem Wentworth vom König zum Statthalter von Irland ernannt worden war, folgte Ogilby ihm nach Dublin und unterrichtete Wentworths Kinder sowie Wentworths junge und gesellschaftlich unerfahrene Frau.

### Schauspieldirektor
Als Statthalter von Irland kümmerte Wentworth sich nicht allein um die Verwaltung des Landes, er schuf auch seinen eigenen Hof nach dem Vorbild des Königshofes in London. Zu einem solchen gehörte auch ein Theater, und so erhielt Ogilby die Befugnis, das erste Theater Irlands zu errichten.
Unter Ogilbys Aufsicht entstand das Werburgh Street Theatre in direkter Nähe von Dublin Castle. Die größte Herausforderung hierbei war, gute Schauspieler und Musiker in das ferngelegene Dublin zu locken. Dabei kam Ogilby der Zufall zu Hilfe: Aufgrund einer schweren Seuche mussten alle Londoner Theater zwischen Mai 1636 und Oktober 1637 schließen, und so konnte Ogilby, der ausgezeichnete Beziehungen zur Theaterwelt in London besaß, zahlreiche renommierte Künstler für sein Theater in Dublin engagieren.
Einige der während dieser Zeit aufgeführten Stücke stammten aus der Feder von bekannten Bühnenautoren wie Thomas Middleton, John Fletcher und Ben Jonson. Chefdramaturg des Theaters in der Werburgh Street war aber James Shirley. Shirley führte eine Reihe seiner älteren Stücke erneut auf und schrieb während seiner Zeit in Dublin mindestens drei neue (Rosania, The Royal Master und St. Patrick for Ireland), die im Werburgh Street Theatre uraufgeführt wurden. Mit The Merchant of Dublin schrieb auch Ogilby ein neues Stück, das zwar aufgeführt, aber nie gedruckt wurde.
Im Jahr 1638 berief Wentworth Ogilby zum Master of the Revels für Irland; als solcher war Ogilby für die Vergabe von Lizenzen für Maskenspiele und Theateraufführungen zuständig. Ohne diese Lizenzen war keine Form der öffentlichen Unterhaltung erlaubt, und die Lizenzgebühren flossen in Ogilbys Taschen.

### Übersetzer und Dichter
Im Jahr 1641 fand Ogilbys Aufstieg ein jähes Ende. Im Mai wurde sein Gönner Wentworth nach kurzem Prozess wegen Hochverrats im Tower von London hingerichtet. Nur wenige Monate später brach der Aufstand der katholischen Iren in Dublin aus, und Irland versank im Bürgerkrieg. Aus Ogilbys Werburgh Street Theatre wurde im Laufe der Kriegswirren ein Pferdestall der städtischen Miliz.
Irgendwann in den 1640er Jahren verließ Ogilby Irland und kehrte nach England zurück. Zunächst ging er nach Cambridge, wo er an der Schule seines Freundes James Shirley Latein- und Griechischunterricht nahm. Für das Jahr 1648 ist sein Aufenthalt in London belegt. Wovon er dort zunächst seinen Lebensunterhalt bestritt, ist nicht bekannt.
Im März 1650 heiratete er Christian Hunsdon, die wohlhabende Witwe von Thomas Hunsdon, einem Mitglied der Londoner Merchant Taylors’ Company. Christian Hunsdon war vermutlich nur wenige Jahre jünger als ihr zum damaligen Zeitpunkt fünfzigjähriger Ehegatte. Sie hatte drei Kinder aus erster Ehe, und es wird allgemein angenommen, dass sie ein Vermögen in die Ehe mitbrachte, das der gerade aus Irland geflüchtete Ogilby dringend für seine Tätigkeit als Übersetzer und Schriftsteller benötigte.

#### Vergil

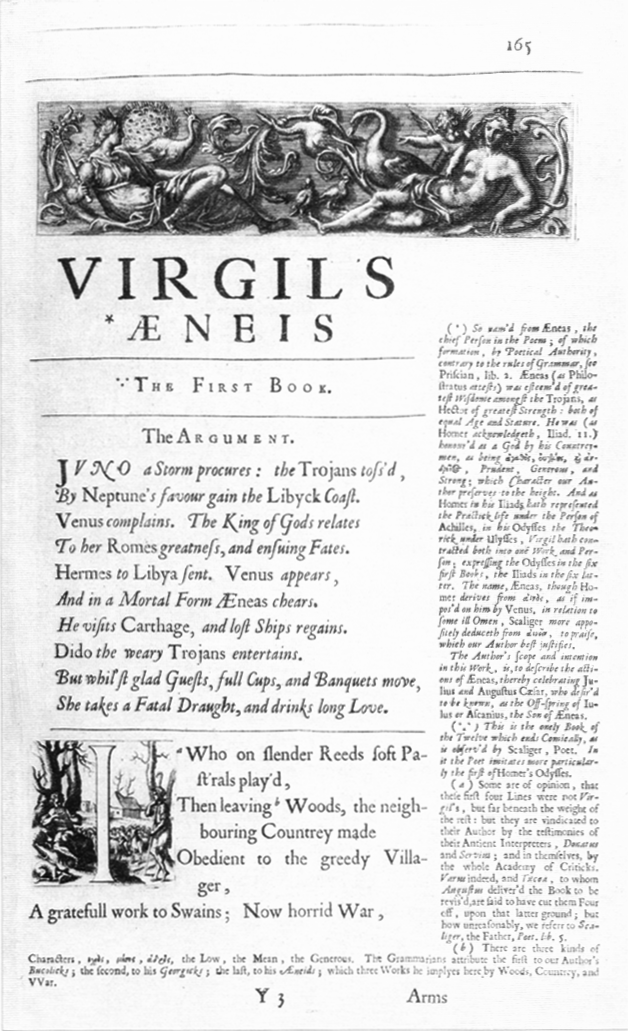
Anfangsseite von Ogilbys Aeneis-Übersetzung, mit Zierleiste und Initial von Wenzel Hollar. Auf der rechten Seite Ogilbys Kommentar.

Ogilbys Tätigkeit als Übersetzer begann schon vor seiner Heirat. Im Jahr 1649 erschien bei John Crook eine Ausgabe der Werke des römischen Dichters Vergil. Crook war auch James Shirleys Verleger, und es ist zu vermuten, dass Ogilby und Crook sich aus ihrer gemeinsamen Zeit in Irland kannten.
Vergils Werke waren, beginnend mit William Caxtons Übersetzung im späten 15. Jahrhundert, schon mehrfach ins Englische übertragen worden. Während seine Vorgänger recht frei mit dem Text verfuhren, zielte Ogilby auf eine möglichst wortgetreue Übertragung ab. Sein Ziel war es, Vergils „römische Muse in heimische englische Wolle zu kleiden“.
Ogilbys Vergil-Ausgabe von 1649 ist mit einem ausführlichen Kommentar versehen. Drei Viertel dieses Kommentars schrieb Ogilby aus dem lateinischen Vergilkommentar des spanischen Jesuiten und Humanisten Juan Luis de la Cerda (Commentaria in omnia opera Publii Virgilii Maronis) ab. Dieses Vorgehen war zu jener Zeit keinesfalls unüblich – je besser Argumente durch illustre Autoritäten gestützt wurden, umso höher die Glaubwürdigkeit.
Van Eerde bewertet Ogilbys Text als „geradlinig“ und sein Versmaß aus jambischen Fünfhebern als „passabel“. Ogilbys Reime, so Van Eerde weiter, seien im Allgemeinen klingend, auch wenn sie bisweilen misslängen. Der einflussreiche englische Dramatiker John Dryden, der im Jahr 1697 selber eine Vergil-Ausgabe besorgte, stellt Ogilby auf eine Stufe mit Thomas Heywood und James Shirley und macht sich in seinem satirischen Werk Mac Flecknoe über die dichterischen Fähigkeiten seiner Vorgänger lustig.

#### Äsop

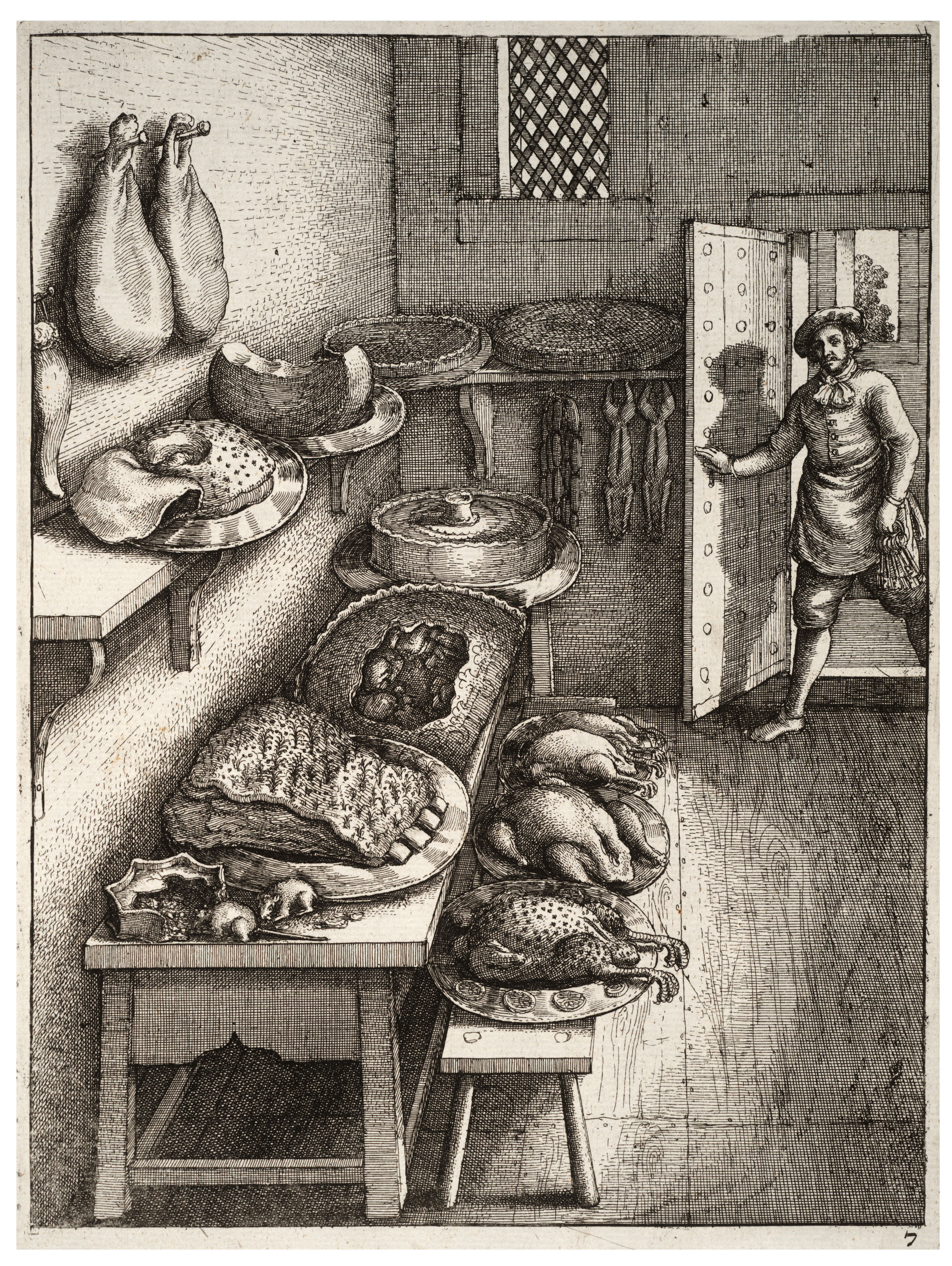
Illustration des böhmischen Kupferstechers Wenzel Hollar für Ogilbys Werk Aesop’s Fables Paraphras’d. Hier eine Radierung zur Fabel Of the Court Mouse, and Country Mouse aus der Ausgabe von 1665.

Als Nächstes wandte Ogilby sich den Fabeln des griechischen Dichters Äsop zu. Im Jahr 1651 veröffentlichte er unter dem Titel Aesop’s Fables Paraphras’d eine Nacherzählung der berühmten Tierfabeln in eigenen Versen. John Crookes Bruder Andrew druckte das Buch in vier Teilen, einzeln durchnummeriert, aber zusammengebunden.
In seinem Vorwort begründet Ogilby die Arbeit an dem Werk mit dem überaus positiven Echo auf seine Vergil-Ausgabe. Zugleich entschuldigt er den Abstieg von den Höhen Vergil’scher Poesie in die Niederungen des Humors mit den schlechten Übersetzungen seiner Vorgänger. Eigene Einsichten in die Güte früherer Übersetzungen konnte Ogilby aber nicht haben, denn zum Zeitpunkt der Veröffentlichung war er der griechischen Sprache noch nicht mächtig. Dies geht aus einem Horoskop seines Freundes Ashmole hervor, der im Dezember 1653 zu ermitteln versuchte, wann der beste Zeitpunkt für Ogilby sei, sein Griechischstudium zu beginnen. Vermutlich griff Ogilby bei der Übersetzung auf eine lateinische Version oder eben auf jene seiner Vorgänger zurück; sicher ist nur, dass er die Versfassung selber erstellte.
Ein besonders herausragendes Merkmal der Äsop-Ausgabe Ogilbys sind ihre Illustrationen. Bis zum Ende seines Lebens war Ogilby in höchstem Maße an den visuellen Elementen der Buchmacherkunst interessiert. Dies zeigte sich ganz besonders in der Auswahl der Künstler für die Bebilderung seiner Werke. Bevorzugt arbeitete er mit dem in London lebenden Kupferstecher Wenzel Hollar zusammen, dessen Arbeiten aufgrund ihrer Detailgenauigkeit und der sorgfältigen Ausführung bis heute geschätzt werden.

#### Homer

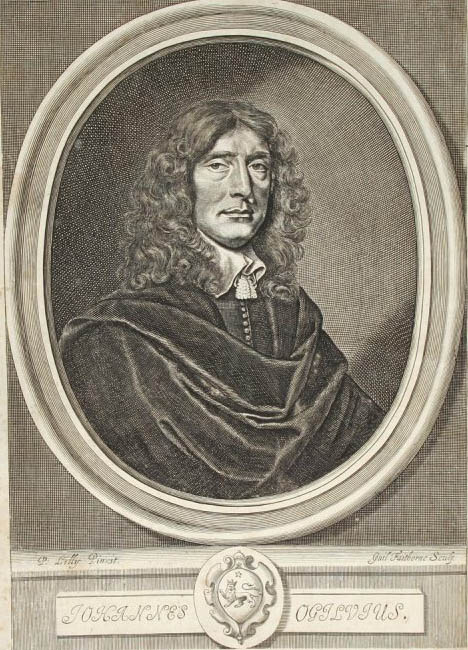
Porträt John Ogilbys aus der 1660 veröffentlichten Edition von Homers Ilias.

Auf die Übersetzung der Fabeln Äsops folgte 1660 eine Übertragung von Homers Versepos Ilias ins Englische, der er 1665 Homers zweites Epos, die Odyssee, folgen ließ. Als Hauptquelle benutzte Ogilby die von dem französischen Humanisten Jean de Sponde herausgegebene zweisprachige Homerausgabe in Griechisch und Latein aus dem Jahr 1583. Diese hatte auch Ogilbys Vorgänger George Chapman benutzt, der als Erster eine vollständige Übertragung der Werke Homers ins Englische veröffentlicht hatte.
Margaret Schuchard, eine der Biographinnen Ogilbys, bewertet dessen Homerübersetzung wie folgt:
Zwischen den großen Gipfeln der Homerübertragung, Chapman und Pope, nimmt sich Ogilbys Version recht bescheiden aus, nicht so hinreißend wie Chapman und nicht so differenziert wie Pope, ein wenig unbeholfen, rhythmisch stockend, ohne den langen Atem der Spannungsbögen und dennoch verdienstvoll im Detail.
Von den Zeitgenossen geschätzt wurde an der Homerausgabe Ogilbys offenbar vor allem der reichhaltige und ganz vom Geiste der Gelehrsamkeit des 17. Jahrhunderts geprägte Kommentar. Thomas Hobbes, der sich als Nächster an eine Übersetzung Homers wagte, verzichtete angesichts der Leistung Ogilbys darauf, seiner eigenen Übersetzung von 1676 einen Kommentar beizufügen, und beantwortete die Frage nach den Gründen hierfür gleich selber: „But why without Annotations? Because I had no hope to do it better than it is already done by Mr. Ogilby.“ (deutsch: „Doch warum ohne Anmerkungen? Weil ich keine Hoffnung hatte, es besser zu machen, als Mr. Ogilby es schon gemacht hat.“)

#### Aesopicks

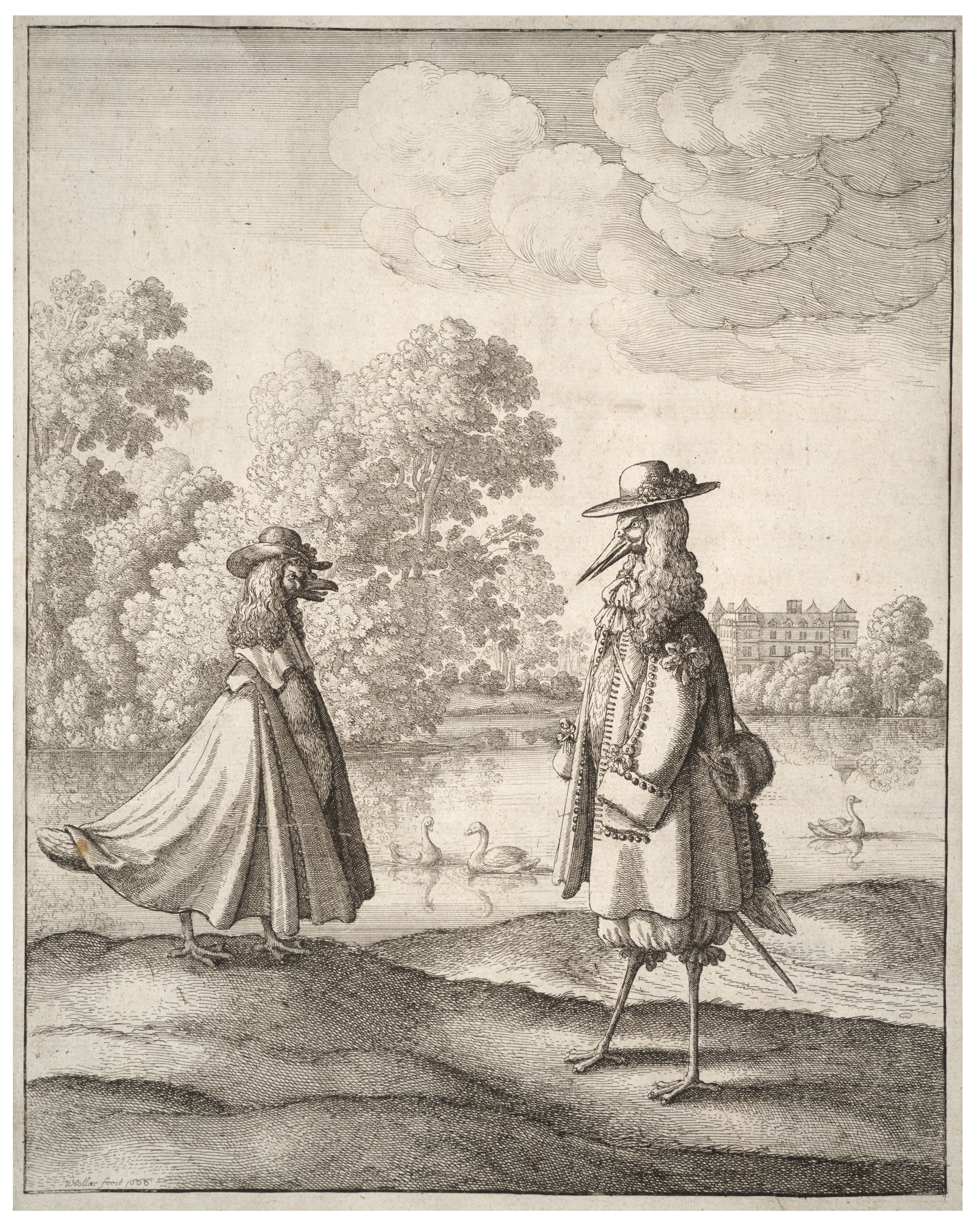
Royal Swan and Republican Stork. Illustration von Wenzel Hollar für Ogilbys Aesopicks. Die Tiere im Bild sind ganz im Stile der Zeit der Stuart-Restauration gekleidet, was Ogilbys Bezugnahme auf aktuelle politische Begebenheiten unterstrich.

Seinem späteren Werk Africa stellt Ogilby einen kurzen Abriss seines Lebensweges voran. Zu seiner Wandlung vom Übersetzer zum Dichter bemerkt er darin:
| Then, being restless, though weary of tedious Versions, and such long Journeys in Translating Greek and Latin Poets, Works asking no less than a Mans whole life to accomplish, I betook myself to Aesop, where I found such Success, that soon I seem’d to tread Air, and walk alone, becoming also a Mythologist, not onely Paraphrasing, but a Designer of my own Fables […] | Dann, ruhelos, doch erschöpft von mühsamen Fassungen und solch langen Reisen in der Übersetzung von griechischen und lateinischen Dichtern, Werken, deren Fertigstellung nicht weniger als eines Mannes gesamtes Leben erfordert, nahm ich meine Zuflucht zu Äsop, wobei ich solchen Erfolg fand, dass ich bald wie auf Wolken zu gehen schien und auf eigenen Füßen voranschritt, ein Mythenerzähler wurde, nicht nur paraphrasierend, sondern als Schöpfer meiner eigenen Fabeln. |

Es waren die 1668 erstmals gedruckten Aesopicks, mit denen Ogilby zum „Schöpfer seiner eigenen Fabeln“ wurde. Drei Viertel des in den Aesopicks behandelten Stoffes folgt der Überlieferung durch Äsop, ein Viertel stammt von Ogilby selbst.
Aufgegriffen werden Themen wie Vertrauensbruch, Täuschungsversuche, Ungerechtigkeit und Opportunismus. Und wie damals allgemein üblich, sparte Ogilby nicht mit Anspielungen auf zeitgenössische Ereignisse. Auf diese Weise verarbeitete er in humoristischer Weise die Schrecken des englischen Bürgerkrieges, die Hinrichtung des Königs und die Zeit der Restauration. Seine Biographin Schuchard urteilt, Ogilby habe dieses Unternehmen „deutlich zu seiner eigenen Freude“ betrieben, und auch seine Leser teilten dieses Vergnügen offenbar. Nicht zuletzt wegen der attraktiven Illustrationen – erneut beigesteuert von Wenzel Hollar –, wurde das Buch ein glänzender Erfolg beim Publikum.

### Verleger und Drucker
John Ogilbys Karriere als Verleger und Drucker vollzog sich schrittweise. Die Erstauflagen seiner Vergil- und Äsop-Übertragungen wurden noch von John und Andrew Crook verlegt, die beide für die mäßige Qualität ihrer Druckwerke bekannt waren. Seine im Jahr 1654 gedruckte Ausgabe der Werke Vergils war dann allerdings schon ein Prachtband, von dem Ogilby jubelnd schrieb, er sei „der schönste, dessen sich die englische Druckkunst bisher rühmen könne“. Finanziert hatte Ogilby den Druck der aufwändigen Vergil-Ausgabe mit einer bis dahin noch kaum bekannten Methode, der Subskription. Zur Illustration des Werkes ließ er einhundert ganzseitige Kupferstiche nach Entwürfen des renommierten Malers Francis Cleyn anfertigen. Subskribenten konnten sodann jeden einzelnen Stich gegen Bezahlung mit ihrem Namen, Rang und Wappen am unteren Bildrand versehen lassen und auf diese Weise ihre Kunstliebe demonstrativ zur Schau stellen. Auf diese Weise konnte Ogilby nicht nur die hohen Herstellungskosten begleichen, sondern auch die Eitelkeit seiner Subskribenten zufriedenstellen. Die Finanzierung von Verlagsprojekten durch Subskription war zu jener Zeit noch neu und wenig erprobt – neben dem Londoner Verleger Richard Blome gehört Ogilby zu den Pionieren der Subskription im englischen Verlagsgeschäft des 17. Jahrhunderts.
Mit der Herstellung hochwertiger Druckwerke war Ogilby offenbar so erfolgreich, dass er in seiner weiteren Arbeit immer größten Wert auf erstklassige Papierqualität, großzügige Satzspiegel, saubere Schrifttypen und ausgezeichnete Illustrationen legte. Ab 1658 arbeitete er mit dem Londoner Drucker Thomas Roycroft zusammen, der Ogilbys Absicht, schöne Bücher zu machen – so Schuchard – „genau verstand und teilte“. Vermutlich durch Roycroft erfuhr Ogilby von dem Unternehmen Brian Waltons, der zwischen 1655 und 1657 als allererster in England eine mehrsprachige Bibel drucken ließ. Inspiriert durch Walton fasste auch Ogilby den Plan zu einer mehrsprachigen Bibelausgabe, jedoch nicht in den alten Sprachen wie Hebräisch, Latein und Griechisch, sondern in den modernen europäischen Sprachen. Ogilby führte diesen Plan aus ungeklärten Gründen aber nie aus, und so wurde das Vorhaben einer polyglotten Bibel in modernen Sprachen erst 1711/12 in Schiffbek und Wandsbek bei Hamburg verwirklicht (Biblia pentapla). Ogilby druckte stattdessen im Jahr 1660 eine luxuriös ausgestattete und mit Kupferstichen aus der Werkstatt von Nicolaes Visscher versehene Bibel in englischer Sprache. Mit diesem Projekt traf er genau den Nerv der Zeit, denn schon während der Vorbereitungsarbeiten zeichnete sich die Rückkehr Karls II. ab und mit ihm die Wiedereinführung der anglikanischen Kirche in England.

### Königliche Gunst

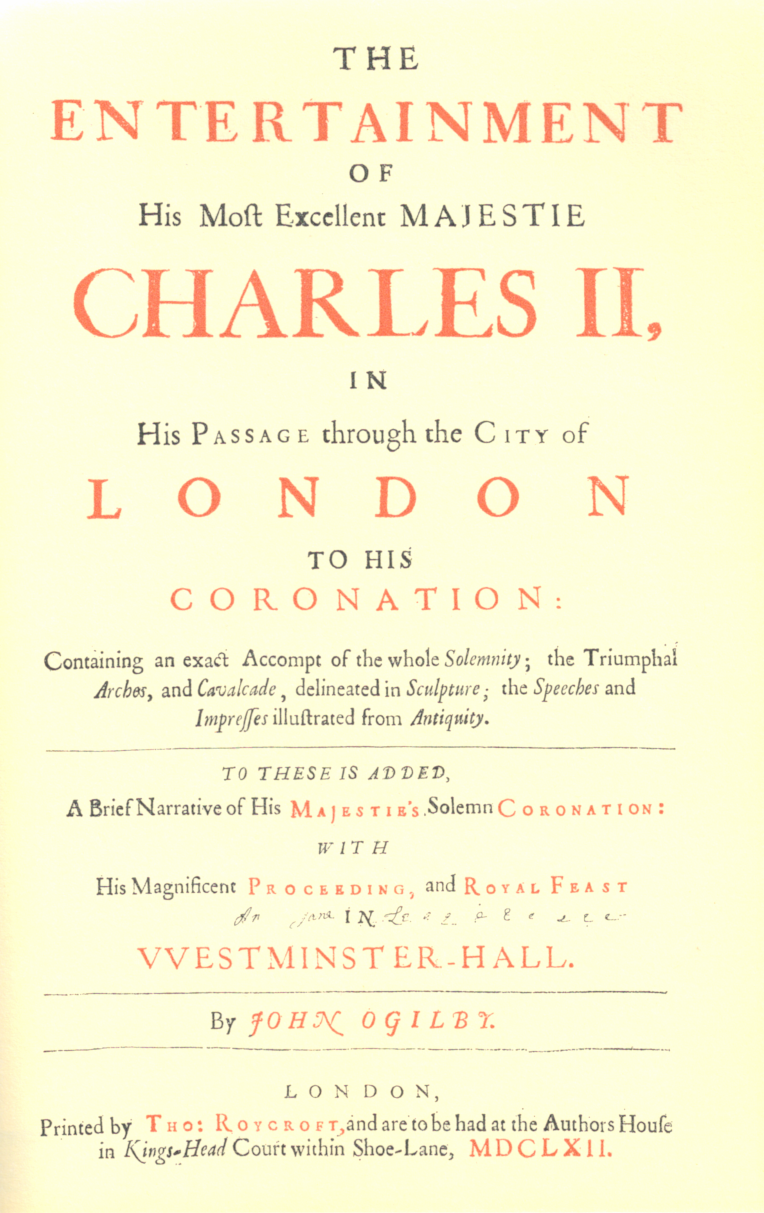
The Entertainment of … Charles II, hier die Titelseite der zweiten Ausgabe aus dem Jahr 1662.

Ogilbys Biographin Van Eerde mutmaßt, es sei ein Exemplar von Ogilbys Bibel gewesen, auf die Karl II. nach seiner Rückkehr den Krönungseid geschworen habe. Und Schuchard gibt eine Anekdote wieder, nach der Ogilby dem König im Schloss von Whitehall ein vollständig auf Pergament gedrucktes Exemplar seiner Bibel überreicht habe. Gesichert ist allerdings nur, dass Ogilby von Beginn der Stuart-Restauration an in der besonderen Gunst des Königs stand und sein Renommee als Dichter und Verleger ihm den Auftrag verschaffte, den Krönungsfestzug Karls II. mitzugestalten und in einem Druckwerk für spätere Generationen festzuhalten.
Ein aus Bürgern und Ratsherren der Stadt London bestehendes Festkomitee übertrug Ogilby die Aufgabe, die Reden, Lieder, sowie die Inschriften auf den Triumphbögen für die am 23. April 1661 stattfindende Festprozession zu schreiben. Für Ogilby bedeutete dies eine besondere Ehre, denn noch beim letzten Festumzug zu Ehren Jakobs I. im Jahr 1604 waren die renommierten Dichter Ben Jonson und Thomas Dekker mit dieser Aufgabe betraut gewesen.
Ogilby entschied sich für vier Triumphbögen, an denen der Zug jeweils Halt machte und der König mit Reden, Liedern und kleineren Aufführungen geehrt wurde. Als Themen wählte Ogilby die Rebellion, bezwungen von Monarchie und Untertanentreue, die Seemacht Englands, die Rückkehr der Eintracht und schließlich den bevorstehenden Wohlstand. Auf den Bögen selber waren Zitate von Vergil und Horaz angebracht sowie die bereits von Ben Jonson im Jahr 1604 benutzte Devise ‚S. P. Q. L.‘, eine Abwandlung des bekannten „Senatus Populusque Romanus“, bei der „Londinensis“ an die Stelle von „Romanus“ trat.
Als Lohn für seine Arbeit erhielt Ogilby insgesamt 100 Pfund Sterling – nicht weniger bedeutsam war allerdings das Exklusivrecht auf den Druck der Festzugsbeschreibung. Diese erschien in den Jahren 1661 und 1662. Beide Ausgaben von The Entertainment of … Charles II beschreiben den Ablauf des Krönungszuges in allen Einzelheiten. Festgehalten wird, wo Karl II. anhielt, was gesagt, gesungen und aufgeführt wurde und welche Personen daran beteiligt waren. Der Ausgabe von 1662 gab Ogilby zudem zahlreiche Erläuterungen mit den von ihm verwendeten Bezügen zu antiken Schriftstellern sowie eine sich über fünf Doppelseiten ziehende Darstellung des Festzuges von Wenzel Hollar bei.
Beiden Bänden war ein großer Verkaufserfolg beschieden. So war der zweite Druck der Ausgabe von 1661 schon kurze Zeit nach der Herstellung des ersten in Arbeit. Und auch der Absatz der opulent ausgestatteten Ausgabe von 1662 gestaltete sich so leicht, dass Ogilby sich bereits während ihres Verkaufs wieder neuen Zielen zuwenden konnte.

### Zweites Theaterunternehmen und Großer Brand
Im Sommer 1662 kehrte Ogilby nach Irland zurück. Erneut ausgestattet mit dem Titel Master of the Revels in Ireland, machte er sich daran, einen geeigneten Platz für ein neues Theater in Dublin zu suchen, und fand ihn in der Smock Alley, nördlich von Dublin Castle. Ogilbys Schauspielhaus in der Smock Alley war nicht nur in seinen Ausmaßen größer als William Davenants Londoner Theater in Lincoln’s Inn Fields, mit seinen beweglichen Kulissen hob es sich auch technisch von den Theatern in Englands Hauptstadt ab. Mit Aufführungen von Stücken Ben Jonsons, William Shakespeares und Pierre Corneilles avancierte es schon nach kurzer Zeit zu einem Mittelpunkt der sozialen und kulturellen Aktivitäten in Dublin.
Über Ogilbys Zeit in Irland sind ansonsten nur wenige Fakten überliefert. Offenbar kehrte er in diesen Jahren mehrfach nach London zurück und verlegte auch niemals seinen Wohnsitz nach Irland. Sicher ist, dass Ogilby seinem Theaterunternehmen in Dublin spätestens im Jahr 1665 den Rücken kehrte und sich damit endgültig von der Welt des Theaters verabschiedete.
Ein Jahr nach seiner Rückkehr nach London ereilte Ogilby ein schwerer Schicksalsschlag. Der Große Brand von London im September 1666 legte innerhalb weniger Tage vier Fünftel der Stadt in Schutt und Asche. Ogilbys Haus verbrannte und damit auch sein gesamtes Buchlager. Auch das Manuskript seines auf zwölf Bücher angelegten Epos Carolies, einer Lebensbeschreibung Karls I., fiel den Flammen zum Opfer. Nur die wertvollen Kupferplatten zur Illustrierung seiner Werke wurden von Freunden gerettet. Auf diese Weise konnte Ogilby alle seine Bücher – mit Ausnahme der Bibel und des Berichtes vom Krönungsfestzug – neu drucken lassen und schaffte als nunmehr 65-Jähriger einen Neuanfang.

### Geograph

#### Cosmography

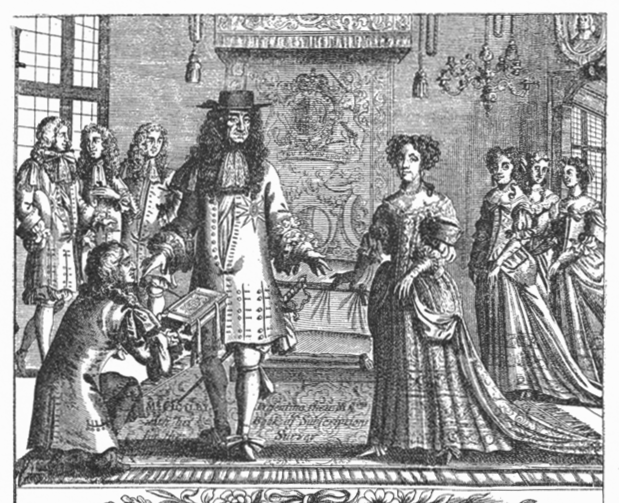
Karl II. empfängt seinen Kosmographen Ogilby in Audienz. Detail aus Morgan’s map of London (1682). Der Ausschnitt gibt eine Szene wieder, bei der Ogilby den König um finanzielle Unterstützung für den Druck seiner Cosmography bat.

Der Große Brand von London vernichtete nicht nur Großteile von Ogilbys Vergangenheit, er schaffte auch Raum für ein neues Projekt, das ihn das letzte Jahrzehnt seines Lebens in Anspruch nehmen sollte. Im Mai 1669 kündigte Ogilby seinen Subskribenten eine Beschreibung der Welt (Cosmography) in englischer Sprache an. Geplant waren insgesamt fünf Bände: jeweils einer für die Kontinente Afrika, Amerika, Asien und Europa sowie ein Band für Großbritannien. Der Band über Europa wurde nie gedruckt und – soweit bekannt – auch nie begonnen. Allerdings publizierte Ogilby in seinem letzten Lebensabschnitt mit drei Büchern zu China (1669, 1671 und 1673) und einem zu Japan (1670) über die in der Cosmography geplanten Bände hinaus noch vier weitere geographische Werke.
Ogilbys geographische Werke werden heute bisweilen als ‚Atlanten‘ bezeichnet, haben aber mit den heute so bezeichneten Kartensammlungen nur wenig gemein. Sie bildeten vielmehr eine Zusammenstellung von Beschreibungen fremdartiger Länder und Bräuche, die Ogilby allesamt aus Berichten europäischer Reisender und Missionare kopierte. Zu diesem Zweck beschaffte sich Ogilby die neuesten Werke zu der Gegend, die er behandeln wollte. Anschließend ließ er sie übersetzen und mit Abbildungen versehen. Während er für seinen ersten Chinabericht noch eigene Kupferstecher dafür bezahlte, die Illustrationen aus der Amsterdamer Originalausgabe zu kopieren, arbeitete er später direkt mit dem Kupferstecher und Verleger Jacob van Meurs in Amsterdam zusammen. Dabei belieferte van Meurs Ogilby mit Abbildungen, die er entweder in seiner eigenen Druckerei anfertigen ließ, oder deren Druckplatten – wenn es sich um kleinformatige Illustrationen handelte – er Ogilby zuschickte. Nach Gebrauch schickte Ogilby die Platten dann wieder nach Amsterdam zurück, damit van Meurs sie noch für andere Werke nutzen konnte. Andere Abbildungen, darunter auch Karten, ließ Ogilby wieder von Wenzel Hollar erstellen, mit dem er schon früher erfolgreich zusammengearbeitet hatte.
Zu den Autoren, auf die Ogilby für seine ‚Atlanten‘ zurückgriff, gehörten der niederländische Weltenbummler Joan Nieuhof, der deutsche Jesuit Athanasius Kircher, der niederländische Theologe und Historiker Arnoldus Montanus sowie der heute weitgehend vergessene niederländische Arzt und Geograph Oliver Dapper. Wann immer möglich, zog Ogilby die aktuelleren Berichte der Niederländer denen anderer Reisender vor; wenn er keine niederländischen Texte fand, griff er auf Ausgaben spanischer oder portugiesischer Autoren zurück.
In technischer Hinsicht setzte Ogilby – wie schon bei früheren Projekten – ganz auf Qualität. Alle Bände erschienen als großformatige Folianten, gedruckt auf feinstem Papier und versehen mit einer Vielzahl von Abbildungen.

#### Britannia

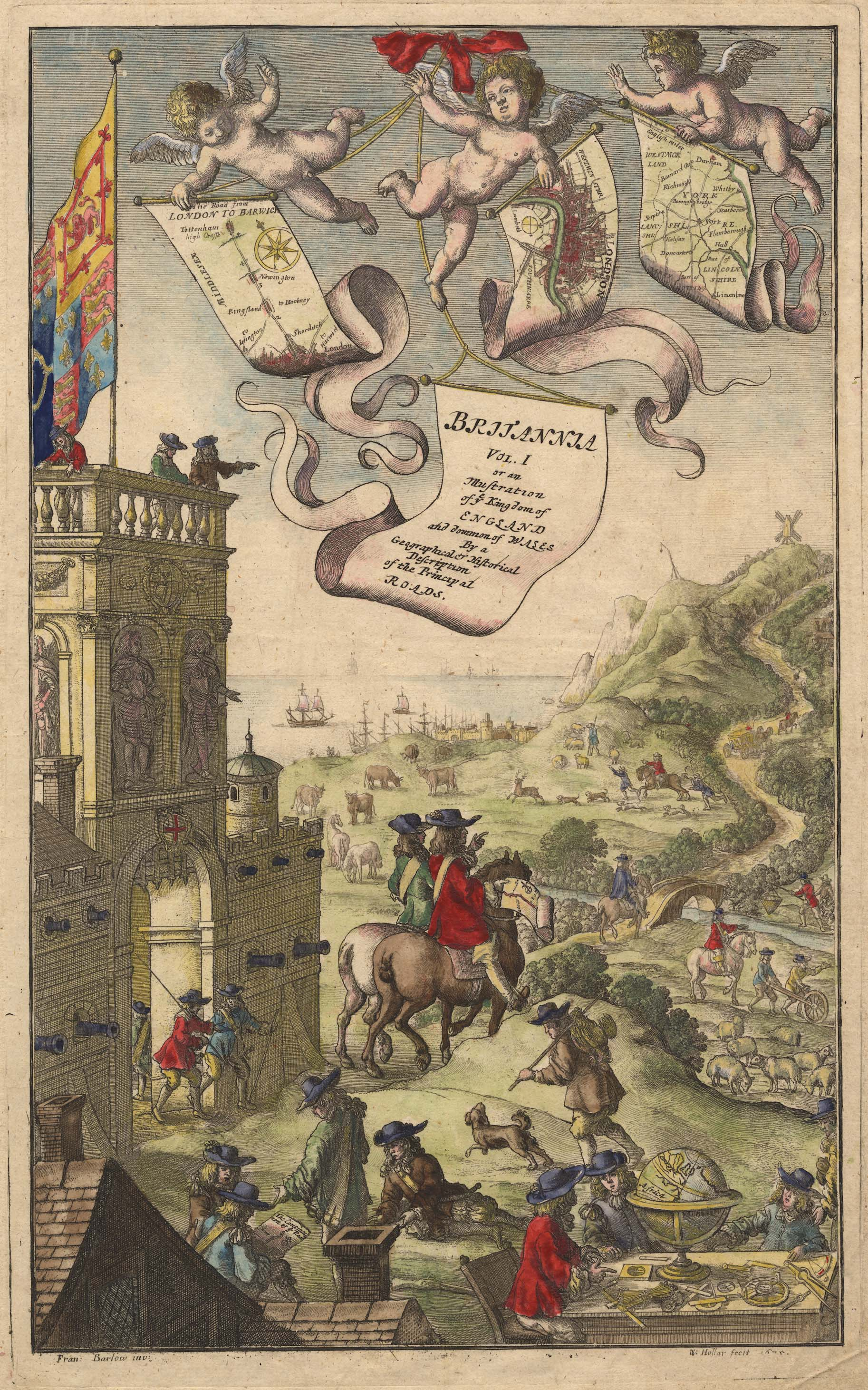
Titelkupfer von Ogilbys Britannia aus dem Jahr 1675. Im rechten unteren Drittel des Blattes ist die für den Band verwendete Vermessungsmethode dokumentiert: zwei Männer schreiten mit einem Messrad die Straßen des englischen Königreiches ab und liefern so die Datengrundlage für Ogilbys Karten.

Anders als bei Ogilbys früheren geographischen Werken handelt es sich bei dem 1675 erstmals erschienenen Britannia … a Geographical and Historical Description of the Principal Roads Thereof um einen Atlas im heutigen Sinne. Und für die Britannia griff Ogilby auch nicht auf die Vorarbeiten früherer Autoren zurück, sondern wertete Daten aus, die über Jahre hinweg erst erhoben werden mussten.
Seit 1672 traf er sich mit Mitgliedern der Royal Society, um seinen Plan einer „geographischen und historischen Beschreibung der wichtigsten Straßen Britanniens“ zu diskutieren. Zu dem Zirkel, in dem Ogilby verkehrte, gehörten Gelehrte wie Christopher Wren, Robert Hooke, Jonathan Goddard, John Aubrey, John Hoskins und Richard Shortgrave. Die Männer trafen sich regelmäßig und in unterschiedlicher Zusammensetzung in einem der Londoner Kaffeehäuser, wo sie den Wiederaufbau Londons, die besten Vermessungsverfahren für Ogilbys Karten und geeignete Methoden zur Informationssammlung diskutierten. Gemeinsam entwarfen sie einen ausführlichen Fragebogen, der von Ogilby gedruckt und seinen Beauftragten für die Datenerhebung mitgegeben wurde. Diese bereisten dann die unterschiedlichen Gegenden Englands, notierten ihre topographischen Beobachtungen, füllten die Fragebögen aus und schoben ein Vermessungsrad über die Straßen, um die genauen Entfernungen zu ermitteln.
Währenddessen warb Ogilby um Subskribenten für sein Projekt. Seinen ursprünglichen Plan, nur einen Band zu veröffentlichen, hatte er inzwischen aufgegeben. 1674 stellte er dem Lesepublikum eine sechsbändige Ausgabe in Aussicht. Doch obwohl ihn der König inzwischen zum ‚Royal Cosmographer‘ ernannt hatte, konnte er nicht genügend Interessenten für das ambitionierte und finanziell aufwändige Projekt finden. So nahm er schließlich notgedrungen Kürzungen vor und kündigte eine dreibändige Ausgabe an: einen Straßenatlas, einen Band mit Beschreibungen und Stadtplänen der fünfundzwanzig Kathedralenstädte und eine topographische Beschreibung des gesamten Königreiches.
Zu Ogilbys Lebzeiten erschien nur der Straßenatlas. Dieser enthält hundert doppelseitige Streifenkarten, auf denen die wichtigsten Poststraßen des Königreiches verzeichnet sind. Eine am Rande eines jeden Streifens angebrachte Kompassrose dient der Orientierung des Betrachters. Im Gegensatz zu vielen seiner Vorgänger ersetzte Ogilby die für Reisende verwirrende Verwendung von old mile, short mile und middle mile durchgängig durch die bereits 1592 eingeführte statute mile mit einer Länge von 1.760 Yards.
Noch vor Erscheinen des Atlanten setzte Ogilby sein Testament auf. Es ist auf den 27. Februar 1675 datiert und setzt als Testamentsverwalter vier Männer ein, die – so vermutet Van Eerde – zu seinen engsten Freunden gehörten. Sein gesamter Besitz ging an seine Frau Christian und an deren Enkel und Ogilbys Nachfolger, William Morgan. Morgan war es auch, dem Ogilby die Weiterführung des Britannia-Projektes auftrug.

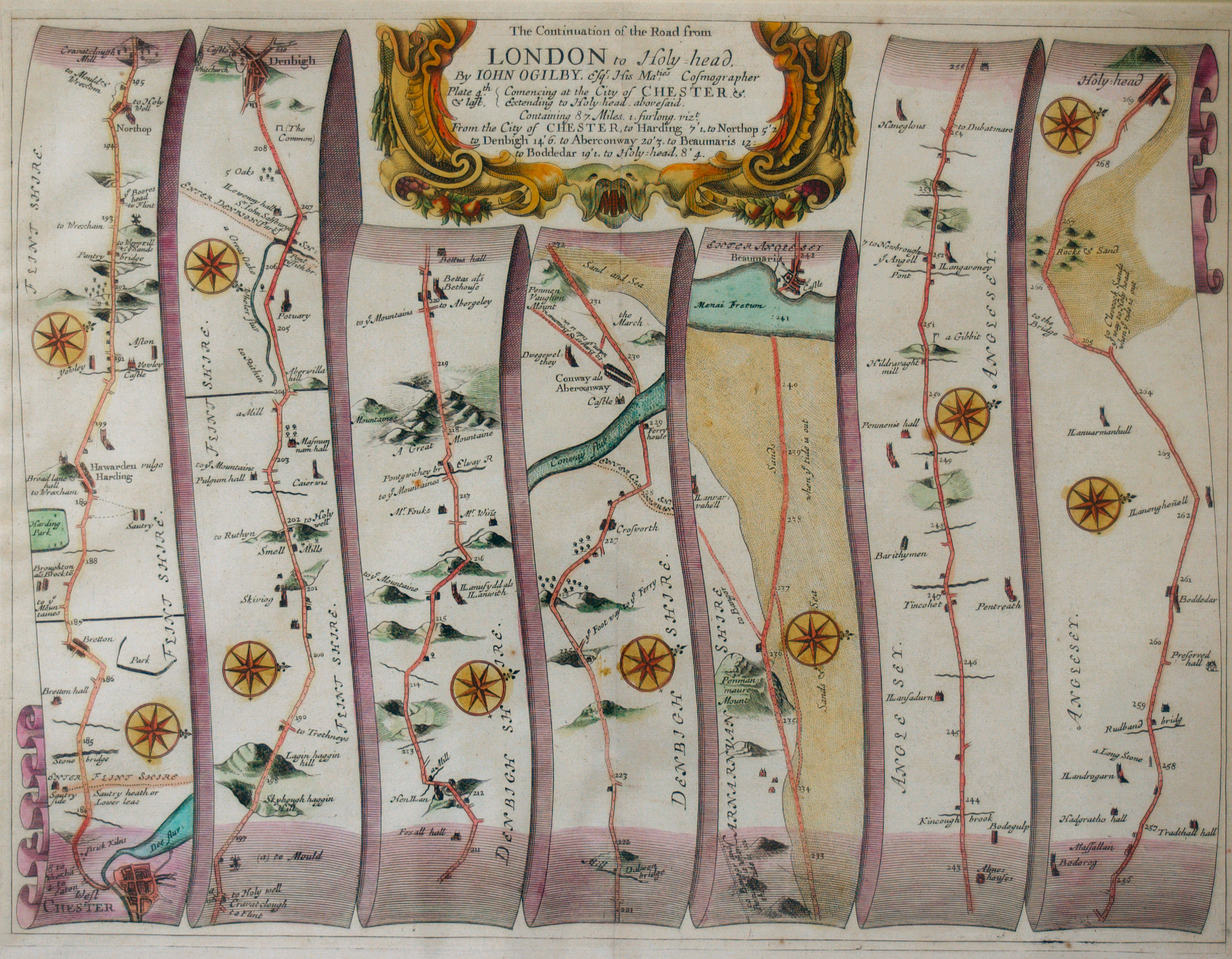
Karte The Continuation of the Road from LONDON to Holyhead aus der Britannia.

Sechs Monate nach der Abfassung des Testamentes erschien die Britannia im Druck. Neben den Streifenkarten enthielt der große Folioband kurze Beschreibungen der wichtigsten englischen Städte. Mit seinem Umfang, seiner aufwändigen Form der Datenerhebung sowie der originellen Art der Darstellung setzte er neue Maßstäbe in der Herstellung von Straßenatlanten in Großbritannien. Ganz anders als die früheren Bände der Cosmography mit ihren phantasiereichen Beschreibungen fremder Länder und ihren bisweilen bizarren Abbildungen enthielt er faktenbasierte und nützliche Informationen für Reisende. Die Tatsache, dass heute zahlreiche der in der Britannia enthaltenen Streifenkarten, herausgelöst aus dem Gesamtwerk, in verschiedenen Sammlungen überliefert sind, deutet auf den Umstand, dass viele Besitzer der großformatigen Britannia diese tatsächlich im Reisealltag benutzt haben. Mit seiner spezifischen Art der Darstellung bestimmte Ogilbys Britannia Straßenpläne bis weit ins 18. Jahrhundert und gilt heute als Meilenstein in der Entwicklung von Straßenatlanten.
Am 4. September 1676 starb Ogilby hochbetagt in London und wurde am nächsten Tag im Grabgewölbe der von seinem Freund Christopher Wren entworfenen St Bride’s Church bestattet. Bei den Bombenangriffen der deutschen Luftwaffe im Jahr 1940 ist sein Grab vollständig zerstört worden.

## Werke
- Virgil’s Works (1649, 1651, 1654, lat. Opera 1658)
- Aesop’s Fables Paraphras’d (1651, 1665, 1668)
- Homer His Iliads (1660)
- The relation of His Majestie’s entertainment passing through the city of London, to his coronation […]. London 1661 (Volltext, Digitalisat).
- The entertainment of His Most Excellent Majestie Charles II, in his passage through the city of London to his coronation […]. London 1662 (Volltext, Digitalisat).
- Androcleus or The Roman Slave (1665)
- The Ephesian Matron (1665)
- Homer His Odyssey (1665)
- Works of Virgil (1666, 1675)
- Aesopicks (1668, 1673, 1675)
- Embassy to China (1669, 1673)
- Africa (1670)
- Atlas Japannensis (1670)
- America (1671)
- Atlas Chinensis (1671)
- Asia (1673)
- Britannia (1675, 1676)
- Itinerarium angliae (1675, 1676)